# Moricandia suffruticosa
Moricandia suffruticosa là một loài thực vật có hoa trong họ Cải. Loài này được (Desf.) Coss. & Durieu mô tả khoa học đầu tiên năm 1855.